# Popular Science
Popular Science (en anglès, ciència popular) era una revista mensual nord- americana de divulgació científica fundada el 1872 i especialitzada en notícies de ciència i tecnologia dirigides al públic no especialitzat. El seu objectiu, segons els creadors, és «Descobrir el futur, desvetllar les aplicacions pràctiques del canvi tecnològic i explicar-lo de manera atractiva i rigorosa mitjançant imatges i textos exclusius». Popular Science tenia una versió en castellà des del 21 d'abril de 2008, disponible a Espanya, Mèxic, Xile i Argentina.
Actualment és un lloc web de divulgació científica dels Estats Units que cobreix temes de ciència i tecnologia adreçats als lectors generals. Popular Science ha guanyat més de 58 premis, inclosos els premis de l'American Society of Magazine Editors per la seva excel·lència periodística el 2003 (per a l'excel·lència general), el 2004 (per a la millor secció de revistes) i el 2019 (per a un tema únic). La seva revista impresa, que es va publicar entre 1872 i 2020, es va traduir a més de 30 idiomes i es va distribuir a almenys 45 països. El 2021, Popular Science va canviar a un format totalment digital i va abandonar el format de revista el 2023.

## Història
Popular Science, per raó de la seva antiguitat, ha cobert alguns dels invents clàssics de finals del segle xix i començaments del XX, com el telèfon, el fonògraf, la llum elèctrica i els primers models d'automòbils comercials. En aquesta primera època va comptar amb articles d'Alexander Graham Bell, Thomas Edison, T. H. Huxley i Louis Pasteur. Des del començament va mostrar un especial interès per la teoria de l'evolució, particularment la d'Herbert Spencer.
La revista va començar a incorporar imatges a color el 1916, amb una tirada espectacular per a l'època als Estats Units, 150.000 exemplars. L'interès pels automòbils de la revista va créixer i el 1918 va plantejar un concurs d'invents per millorar l'automoció. Va guanyar un dispositiu d'arrencada basat en solenoides.

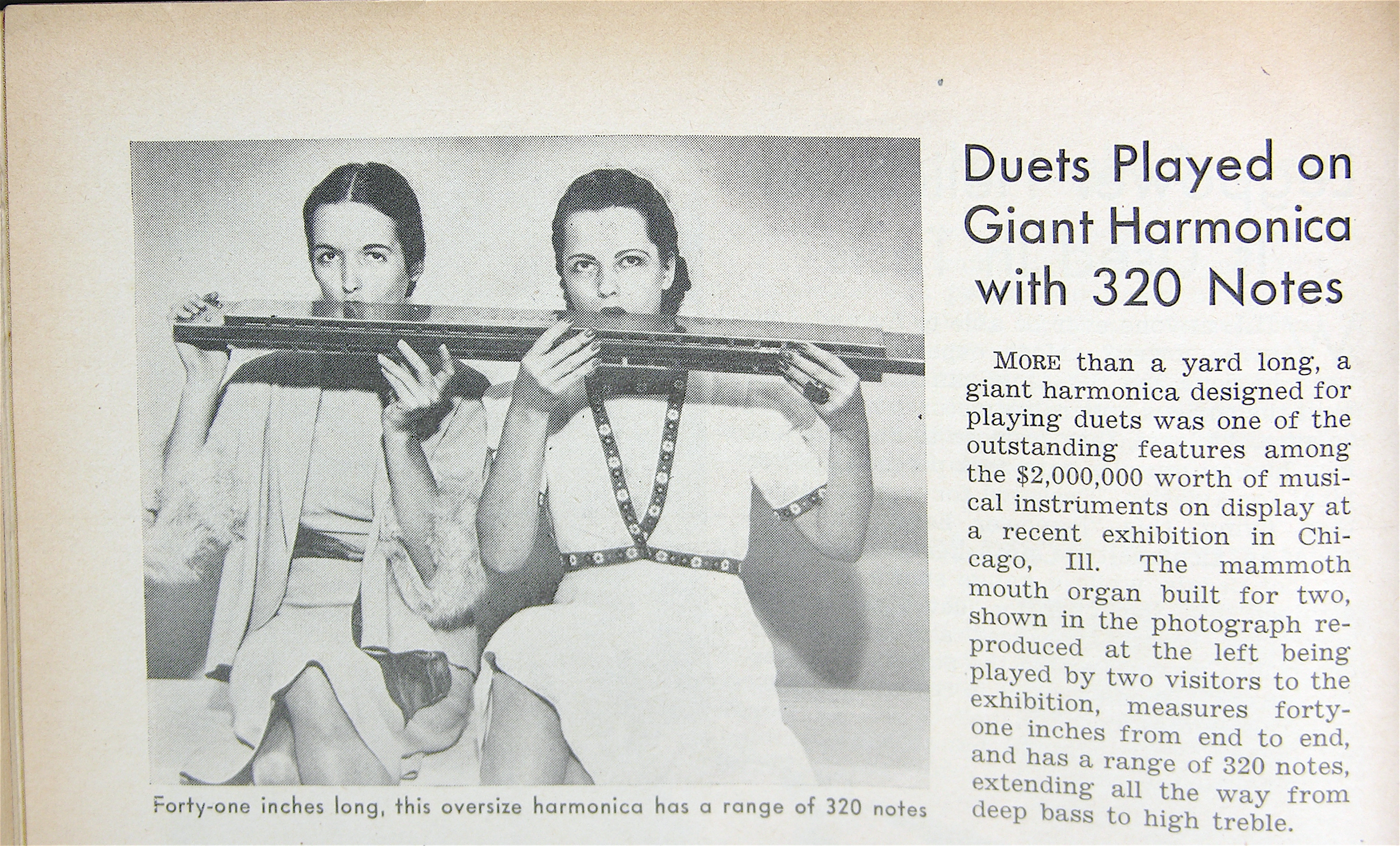
Article publicat a Popular Science el 1938 que mostra un duo tocant una harmònica gegant.

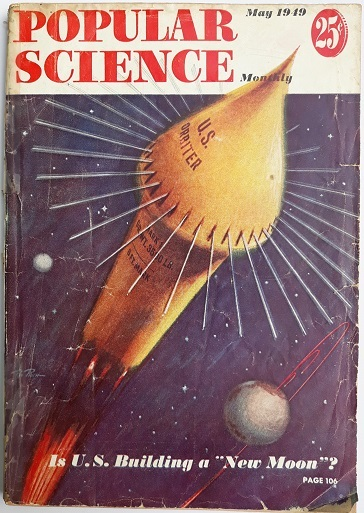
Portada de maig del 1949

A la dècada dels anys 1920 es va incorporar a la revista Robert Goddard, un dels principals enginyers de coets nord-americans, que va inaugurar una sèrie d'articles centrats en obres d'enginyeria, com la construcció de l'Empire State Building, el Golden Gate i el vaixell Queen Mary.
Des de 1935 fins a 1949, la revista va patrocinar una sèrie de curtmetratges televisius de divulgació científica, produïts per Jerry Fairbanks i Paramount Pictures.
Després de reduir el seu preu a 15 centaus, les subscripcions van augmentar fins als 450.000 el 1938. Considerada la revista de divulgació més popular, el seu director va ser un dels convidats a la demostració de la bomba atòmica com part del projecte Manhattan.
A la dècada dels anys 1950, van afegir una secció per construir invents a casa, des d'accessoris per al cotxe fins a làsers.
Amb el començament de l'era espacial, va augmentar les seves pàgines per recollir els viatges a la lluna i el llançament de satèl·lits, sense oblidar altres aspectes de la ciència, com les obres de Buckminster Fuller.
Als anys 1970 es va centrar especialment en l'energia solar i l'ecologisme, editant un manual, Solar Energy Handbook al final de la dècada. Fins i tot va editar un article sobre les greus deficiències de seguretat a les centrals nuclears de l'URSS, nou anys abans de l'accident de Txernòbil.
Amb el començament de l'era dels ordinadors i la cibernètica, la informàtica va guanyar espai a la revista, que el 1988 va començar la secció Best of What's New, que des de llavors se situa en portada al volum de desembre de cada any i que ressenya els millors i més útils invents de l?any. Aquest número sol ser el més venut amb diferència amb la resta.
Amb l'ascens d'internet, Popular Science va afegir el 1995 la secció The Popular Science 50 Best of the Web, que distribuïa premis a les millors pàgines web del moment. Les premiades podien mostrar el logotip de la revista a la portada. Un any després, es va llançar la pàgina de la revista.
El 1997 va celebrar el seu 125è aniversari dedicant dues pàgines de cada número a rememorar els invents ara quotidians que van ser anunciats a la revista, com el velcro. Actualment, continua pretenent ser una revista capdavantera en ciència i tecnologia, amb especial impacte a internet, a través de PPX i el seu bloc.
El 25 de gener de 2007, Time Warner va vendre aquesta revista, juntament amb altres 17 d'interès especial, al grup Bonnier.

## PPX
Al juliol de 2007, Popular Science va llançar PPX, una pionera pàgina web de prediccions científiques. En aquesta pàgina el públic general pot col·locar apostes virtuals referents a les properes innovacions en tecnologia, medi ambient i ciència. El sistema PPX es basa en la capacitat de les apostes per predir el futur. Entre les apostes hi havia si Facebook rebria una OPV el 2008, el llançament d'un iPod amb pantalla tàctil i si Dongtan, l'ecociutat xinesa, seria habitada abans del 2010. Fins ara, en fer-se realitat la pantalla tàctil de l'iPod va demostrar la capacitat de l'intercanvi d'idees per predir les tendències de la tecnologia.

## Crítiques
Popular Science ha estat criticada per optar per l'espectacularitat abans que per la fiabilitat científica a molts dels seus articles. Aquestes crítiques han augmentat amb el sistema de prediccions. Així mateix, el seu llenguatge dirigit al públic no especialitzat, marca d'identitat des de la seva fundació, ha suscitat les crítiques de diversos investigadors, que veuen reduïda la verificabilitat dels seus descobriments per tal de comprendre el públic.